# Tiefenstrukturen
Die Tiefenstrukturen zählen neben den Sichtstrukturen zu den Ebenen des Unterrichts und definieren somit den Aufbau von Unterricht.

## Begriffserklärung
Der Begriff Tiefenstrukturen dient als Oberbegriff für die im Unterricht stattfindenden Lehr- und Lernprozesse. Bei diesen Prozessen handelt es sich um die Art, wie Lernende mit Lehrangeboten und Lehrinhalten umgehen und um die zwischen Lernenden und Lehrern ablaufenden Interaktionen. Die Prozesse werden unterteilt in die Klassenführung (auch engl. Classroom Management), in die kognitive Aktivierung und in die konstruktive Unterstützung.  

## Klassenführung
Betrachtet man die Fähigkeit einer Lehrkraft, den Unterricht zu lenken und in die gewünschte Richtung zu steuern, spricht man von Klassenführung. Dabei muss es einer Lehrkraft, um qualitativ hochwertigen Unterricht gewährleisten zu können, gelingen, dass Lernende ihre Konzentration so lange wie möglich auf das Lehrmaterial richten (Time on Task).  

## Kognitive Aktivierung
Für erfolgreichen Unterricht ist die kognitive Aktivierung ebenso wichtig wie die Klassenführung. Diese Aktivierung dient als Anreiz für die Lernenden, sich mit dem Lehrstoff auseinanderzusetzen. Dies kann zum Beispiel durch die Aktivierung von Vorwissen zu einem bestimmten Thema gelingen, aber auch durch eine geistige Herausforderung, welche die Lernenden dazu bewegt, über ein Thema nachzudenken.

## Konstruktive Unterstützung
Die konstruktive Unterstützung ist die von Lehrenden geleistete Hilfestellung zu einem Thema oder auch einer Aufgabe. Die Lehrkraft agiert als eine Art Berater, um den Lernenden zu helfen, zu einem Problem die Lösung zu finden.   